# Bunga bunga
L'espressione bunga bunga è attestata a partire dal XIX secolo, in particolare nella letteratura di viaggio e nella manualistica botanica, prevalentemente come toponimo dell'Australia o come usanza aborigena della stessa nazione. Il termine è stato poi ripreso nel 1910 nell'ambito di un celebre scherzo, la beffa della Dreadnought.
In Italia l'espressione è diventata nota a partire dal 2010 per indicare i festini a sfondo erotico-sessuale che si svolgevano nelle ville di Silvio Berlusconi, allora Presidente del Consiglio dei ministri della Repubblica Italiana.

## Uso

### Letteratura e cultura di massa anglosassone

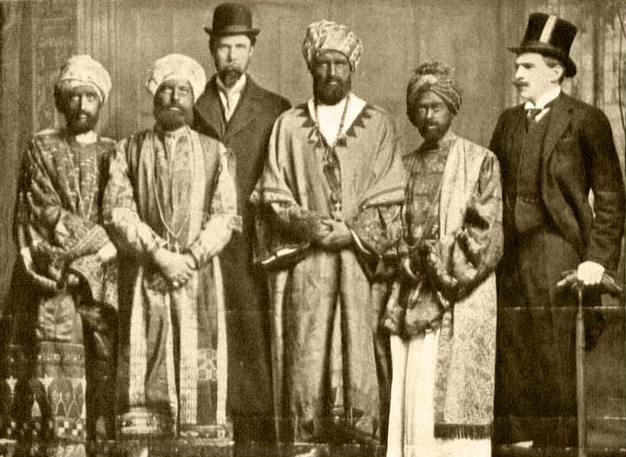
I partecipanti della "beffa della Dreadnought" furono tra i primi a utilizzare il termine. La prima a sinistra è Virginia Woolf; l'ultimo a destra è Horace de Vere Cole

Come toponimo è attestato varie volte, nel corso del XIX secolo, per indicare una località nei pressi del Golfo di Moreton, sulla costa orientale dell'Australia. In questi termini se ne parla diffusamente nel 1845 nei Diari di Edward John Eyre, così come in alcune pubblicazioni di botanica del 1851-1852, in cui pure se ne evidenzia la valenza di festival indigeno.
Nel 1910, un gruppo di inglesi camuffati da principi abissini, fra cui la scrittrice Virginia Woolf, ottennero il permesso di visitare la corazzata HMS Dreadnought, una delle più potenti navi da guerra dell'epoca. Ogni volta che il comandante mostrava loro una meraviglia della nave, gli ospiti mormoravano «Bunga, bunga!». L'episodio passò alla storia come "beffa della Dreadnought" (Dreadnought hoax) e il termine divenne un popolare tormentone di quel periodo.
Durante il XX secolo, il termine comparve nel mondo anglosassone all'interno di una storiella umoristica, in cui tre antropologi ed esploratori, perdutisi in un'area selvaggia, finiscono catturati da una popolazione indigena. Il capo-villaggio chiede loro se preferiscono «la morte o il bunga bunga»: il primo antropologo sceglie il "bunga bunga", scatenando reazioni di gioia tra la popolazione locale che, dopo averlo seviziato e umiliato, lo brucia vivo; il secondo esploratore, dubbioso, pensa che il capo abbia capito erroneamente "morte" e chiede anche lui il "bunga bunga", subendo lo stesso trattamento, sempre tra l'entusiasmo dei selvaggi. Il terzo esploratore, allora, chiede direttamente la morte, gettando nello sconforto i selvaggi. Il capo, quindi, risponde: «Hai chiesto morte e morte avrai, ma prima un po' di bunga bunga!».

### Cultura di massa italiana
La barzelletta sugli indigeni venne ripresa da diversi comici italiani fin dagli anni ottanta del XX secolo, a volte con una leggera variazione del termine ("bumba bumba" al posto di "bunga bunga") e con la sodomia come forma di tortura a cui vengono sottoposti gli esploratori. Nel 1994, il gruppo rock dialettale Charlie & The Cats include nell'album Orzinuovi la canzone Bumba bumba, ispirata a questa barzelletta.
Nel film No Time to Die (2021), di Cary Joji Fukunaga, della serie legata all'agente segreto James Bond, un party ambientato a Cuba dell'associazione criminale di fantasia Spectre, che mostra risvolti anche erotici, viene definito da Bond Spectre bunga bunga.

### Il "caso Ruby"

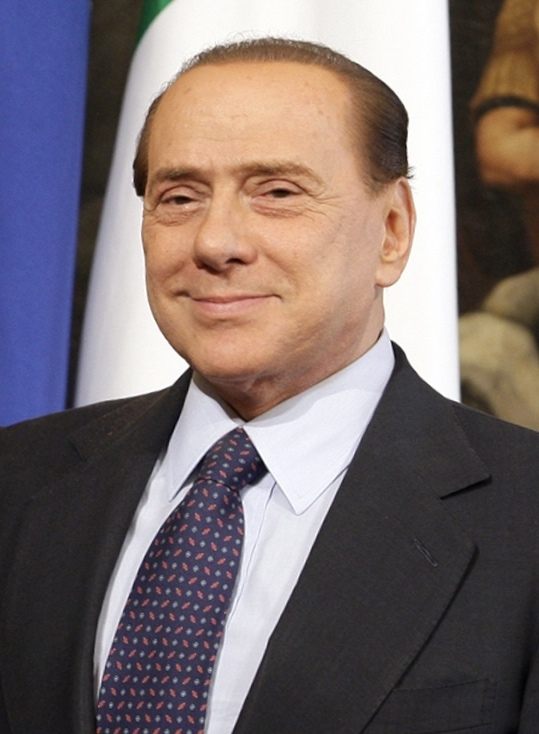
A partire dal 2010, il termine "bunga bunga" è stato associato a Silvio Berlusconi e al cosiddetto "caso Ruby".

Il termine bunga bunga tornò alla ribalta in Italia e, successivamente, a livello internazionale nel 2010, a seguito della pubblicazione di intercettazioni telefoniche fra l'imprenditore Silvio Berlusconi (in quel momento Presidente del Consiglio dei ministri italiano) e alcune persone coinvolte nel cosiddetto scandalo Rubygate.
In queste intercettazioni, Berlusconi fu sentito pronunciare il termine in una versione modificata della barzelletta, in cui gli esploratori venivano sostituiti da esponenti del centro-sinistra e il "bunga bunga" diventava un rituale di violenza sessuale praticato dagli indigeni. Il termine, secondo Maria Laura Rodotà, «è diventato istantaneamente una espressione familiare, presumibilmente divertente».
Secondo una delle protagoniste della vicenda, Karima El Mahroug, detta "Ruby Rubacuori", il "bunga bunga" è un rituale sessuale che Berlusconi avrebbe appreso dall'allora leader libico Muʿammar Gheddafi. Fuori dall'Italia, il bunga bunga del Rubygate viene descritto come una sorta di orgia subacquea in una piscina, un rituale di ispirazione africana eseguito da molte donne nude per spettatori maschili o altri intrattenimenti erotici. Una spiegazione alternativa sull'uso del termine da parte di Berlusconi è stata proposta dall'attrice Sabina Began, secondo cui si tratta di un nomignolo per identificarla.
Nella cultura di massa, l'espressione incontrò un certo successo, tanto che Elio e le Storie Tese ne fanno una canzone satirica, suonata per la prima volta dal vivo nella trasmissione Parla con me il 28 ottobre 2010, sulla base di Waka Waka (This Time for Africa) di Shakira. Nel 2011, i registi pornografici Andy Casanova e Silvio Bandinelli (con lo pseudonimo di Marco Trevi) hanno diretto Bunga Bunga Presidente, parodia porno delle vicende legate al caso. Sempre nel 2011 i registi Luca Redavid e Ruben Maria Soriquez producono il film Sexocracy: The Man Of Bunga Bunga che tratta sempre delle vicende del Bunga Bunga.
A causa di queste rivelazioni tramite intercettazioni telefoniche, Silvio Berlusconi venne condannato a 7 anni di carcere in primo grado per i reati di concussione e sfruttamento della prostituzione minorile. In appello, il 18 luglio 2014, Berlusconi viene prosciolto da tutte le accuse con formula piena perché il fatto non sussiste. Il 10 marzo 2015 la Cassazione conferma l'assoluzione rigettando i ricorsi del procuratore generale di Milano.